# Marguerite Marie Benoit
Marguerite Marie Benoit (Les Grans Maulins, siglo XIX - XX) fue una miniaturista francesa.

## Trayectoria
Marguerite Marie Benoit nació durante el último terció del siglo XIX en Les Grans Maulins, Francia. Era miniaturista, un género pictórico que ante su progresiva desaparición en favor de la fotografía, Benoit, junto a otras pintoras franceses, adaptó a su tiempo. Gran parte de estas pintoras se formaron en la escuela de Gabrielle Debillemont-Chardon (1860-1957), creada principalmente para devolver el esplendor a la pintura de miniatura. Benoit se formó con Letruffe-Colomb, Gabrielle Debillemont-Chardon y Berthe Jouvin. En 1905, expuso en la Societé des Artistes Français.

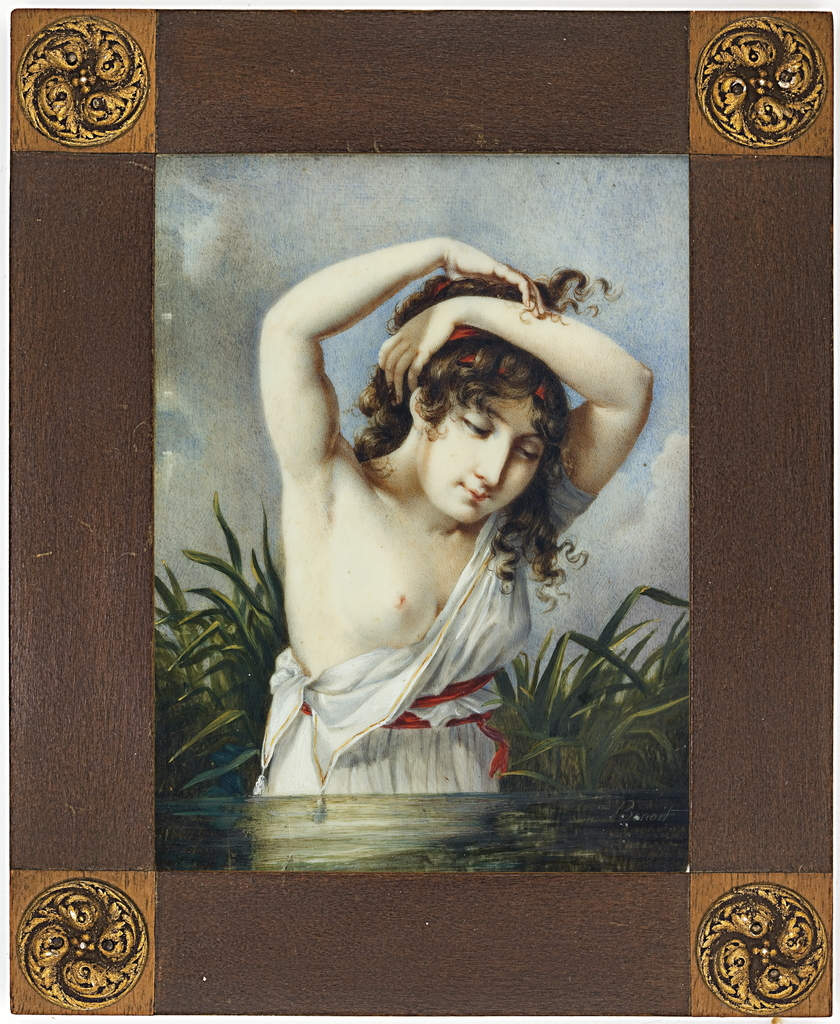
Mujer joven en un río, último cuarto del. Miniatura realizada por Marguerite Marie Benoit. Colección Museo del Prado

## Obra destacada
En 1980, el Museo del Prado de Madrid adquirió su miniatura Mujer joven en un río, realizada durante la última década del siglo XIX, que pertenecía a la Colección del cirujano Arturo Perera y Prats, considerada una de las mejores colecciones logradas en España en el siglo XX.. En 2011, esa misma obra de Benoit formó parte de la exposición Las miniaturas en el Museo del Prado, compuesta por un total de ciento sesenta y cuatro miniaturas y los dieciséis pequeños retratos pertenecientes a los fondos del museo. En 2020, Benoit fue una de las artistas que formaron parte de la exposición Invitadas. Fragmentos sobre mujeres, ideología y artes plásticas en España (1833-1931) en el Museo del Prado de Madrid.